# マーカス・ホイットマン
マーカス・ホイットマン（英：Marcus Whitman、1802年9月4日 - 1847年11月29日）は、アメリカ合衆国の医師であり、オレゴン・カントリーの伝道者である。
1836年に妻のナーシサと共に現在のワシントン州南東部となった所の布教を始め、そこがオレゴン・トレイル沿いの停車場となった。ホイットマンは後にオレゴン・トレイルを通って最初の大幌馬車隊を導くことになり、その後の10年間にこの道を使った数千もの移民に利用可能な経路としてオレゴン・トレイルを確立した。1847年にインディアンに殺害された。

## 初期の経歴
ホイットマンは1802年9月4日にニューヨーク州フェデラル・ホローで、ベーザとアリスのホイットマン夫妻の子供として生まれた。その家系は1639年以前にイングランドからマサチューセッツ湾植民地に移民してきたジョン・ホイットマンまで遡ることができた。ホイットマンが7歳のときに父が死ぬと、叔父と一緒に暮らすためにマサチューセッツに移転した。ホイットマンは牧師になりたいという夢があったが、そのような時間を要する学問のための金を持っていなかった。その代わりに徒弟奉公に出ることにして、経験を積んだ医者の元で2年間医学を勉強し、フェアフィールド医科大学から学位を受けた。

## 伝道
1834年、ホイットマンはアメリカ海外伝道委員会に応募した。しかし、この組織は夫婦者のみを受け入れていた。1835年、ホイットマンは伝道者のサミュエル・パーカーと共に今日のモンタナ州北西部やアイダホ州北部に旅し、フラットヘッド族やネズ・パース族インディアンの集団（バンド）に布教を行った。この旅の間にコレラが蔓延し何人かの毛皮罠猟師の治療をした。そこでの滞在を打ち切る時、ネズ・パース族に将来他の伝道者や教師と共に戻ってきて彼らと共に暮らすと約束した。

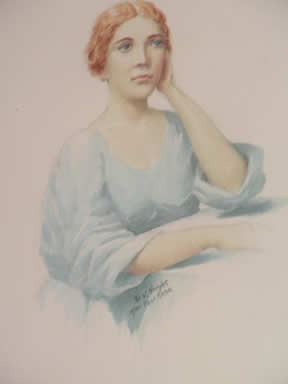
ナーシサ・ホイットマン

ホイットマンは故郷に戻った後で、この時アメリカ海外伝道委員会の代表になっていたパーカーが伝道者を求める演説を聞いた。1836年、ホイットマンは物理学と化学の教師だったナーシサ・プレンティスと結婚した。ナーシサも伝道者として西部に行きたいと思っていたが、それまでは独身だったのでそれができない身分だった。
1836年5月25日、ホイットマン夫妻とヘンリーとイライザのスポルディング夫妻を含む他の伝道者達の集団が、毛皮交易業者達の隊列に加わって西部に向かった。この毛皮会社の隊列はマウンテンマンのミルトン・サブレットやトマス・フィッツパトリックが率いていた。毛皮交易業者は7両の荷車があり、それぞれ6頭のロバに曳かせていた。もう1両、2頭のロバに曳かせた荷車には、以前に片足を失い、友人に作らせたコルクの義足で歩くサブレットが乗っていた。この合同隊は7月6日に毛皮交易業者の落ち合う地点に到着した。
この集団は幾つかの伝道所を設立したが、ホイットマン自身もそのワイイラップー伝道所を作った。これはカイユース語で「ホソムギの場所」という意味があった。その場所はブルー山脈の北端から直ぐ西、今日のワシントン州ワラワラ市に近いワラワラ渓谷にあった。その伝道所はカイユース族とネズ・パース族インディアンの領地内にあった。マーカスは農作と医療を営み、ナーシサはインディアンの子供達のために学校を造った。1843年、ホイットマンは東部に旅して、その帰路にアイダホ東部にあるホール砦から最初の大幌馬車隊を導いてくることになった。「大移民団」と呼ばれたこの集団は続いてくる開拓者のためにオレゴン・トレイルの利用可能性を開いた。

## 虐殺
インディアンの領地内に白人開拓者が流入することで、1847年の麻疹の重大な流行などインディアンにとって新しい病気をもたらした。インディアンはこれらの新しい病気に免疫が無く、限られた健康習慣のために高い致死率となり、子供達が非常に多く死んでいった。ホイットマンが熱心に改宗を勧めることと、多くの白人患者は快復させたことで、インディアン達はホイットマンがインディアンの患者を死なせているという考え方が育っていった。
インディアンには病気を治す能力を持っていると信じられている呪医という存在があり、これが結局暴力沙汰に繋がった。1847年11月29日のホイットマン虐殺と呼ばれることになる事件で、カイユース族がホイットマン夫妻を殺害した。ワイイラップーの建物のほとんどが破壊された。この地域社会にいた他の白人開拓者12人も殺された。1ヶ月の間、53人の女性子供が捕虜になり、その後交渉で解放された。この事件が白人開拓者と先住インディアンとの間の打ち続く紛争の引き金となり、カイユース戦争と呼ばれることになった。
当時の者の証言に拠れば、プロテスタント伝道者と地元のカトリック聖職者との間の打ち続く敵対意識によって事態は悪化していた。ローマ・カトリック聖職者のジョン・バティスト・ブルーイエが生存者を助け、犠牲者を埋葬するのを手伝った。しかしヘンリー・スポルディング牧師はブルーイエ神父を初め、カトリックの聖職者が虐殺を唆したと強調するパンフレットを書いた。「スポルディングのこの惨劇に関する見解はその後の半世紀間、納税者の費用で何度も何度も印刷された。1901年になってイェール大学の歴史家によって最終的に否定された。」

## 記念
ホイットマンはワシントン州ポートオーチャードのマーカス・ホイットマン中学校、同州リッチランドのマーカス・ホイットマン小学校、ニューヨーク州ラッシュビルのマーカス・ホイットマン中央学校、ホイットマン・カレッジ、ワシントン州ホイットマン郡、ワラウア・ホイットマン国立の森、およびワラワラのマーカス・ホイットマン・ホテルにその名を記念されている。1953年、ワシントン州は彫刻家アバード・フェアバンクスの制作になるホイットマンの青銅像をワシントンD.C.アメリカ合衆国議会議事堂の国立彫像ホール・コレクションに寄贈した。ワシントン州はホイットマンの誕生日である9月4日をマーカス・ホイットマンの日に制定した。